# 와이드 연예뉴스
와이드 연예뉴스는 엠넷의 연예 정보 프로그램으로 2003년 7월 15일부터 2014년 8월 25일까지 방송되었다. 초기 MC는 이기상, 강정화였다.
이후 2019년에 TMI 뉴스라는 연예정보 프로그램이 생겼으나 이건 뉴스라긴보단 그냥 예능프로그램에 가깝다.

## 역대 진행자
- 이기상 (VJ)
- 강정화 (배우)
- 이솔지 (방송인)
- 지누리 (배우 겸 방송인)
- 박지윤 (전 아나운서)
- 김형준 (가수 SS501)
- 문희준 (가수 H.O.T.)